# (2505) Hebei
(2505) Hebei est un astéroïde de la ceinture principale.

## Description
(2505) Hebei est un astéroïde de la ceinture principale. Il fut découvert le 31 octobre 1975 à Nanking par l'observatoire de la Montagne Pourpre. Il présente une orbite caractérisée par un demi-grand axe de 3,14 UA, une excentricité de 0,17 et une inclinaison de 2,1° par rapport à l'écliptique.

## Compléments